# Choroba Chagasa
Choroba Chagasa, trypanosomoza amerykańska (łac. tripanosomosis, ang. Chagas disease, American trypanosomiasis) – tropikalna pasożytnicza choroba człowieka i zwierząt, spotykana w obydwu Amerykach, szczególnie w krajach Ameryki Południowej. Patogenem wywołującym chorobę Chagasa jest świdrowiec Trypanosoma cruzi, przenoszony na ludzi i zwierzęta przez krwiopijne pluskwiaki z podrodziny Triatominae (rodzina Reduviidae). Owady te znane są pod różnymi nazwami w różnych krajach, niektóre z tych nazw to benchuca, vinchuca, „całujący robak”, chipo i barbeiro. Najważniejsze rodzaje tych pluskwiaków to Triatoma, Rhodnius i Panstrongylus. Możliwe są także inne drogi zakażenia świdrowcami, takie jak spożycie pokarmów zanieczyszczonych przez owady, transfuzja krwi i przeniesienie pasożyta z matki na dziecko w czasie ciąży.
Objawy choroby Chagasa różnią się w zależności od fazy choroby. We wczesnym, ostrym stadium objawy są łagodne i zazwyczaj ograniczają się do niewielkiego obrzęku w okolicy ugryzienia pluskwiaka. Następnie przez lata i dziesięciolecia rozwija się przewlekła postać trypanosomozy, której objawy mogą wynikać z uszkodzenia mięśnia sercowego i splotów autonomicznych mięśniówki przewodu pokarmowego, zwłaszcza przełyku i jelita grubego. Nieleczona choroba Chagasa nierzadko jest przyczyną śmierci zarażonych ludzi. Obecnie dostępne metody leczenia przyczynowego infestacji świdrowcem amerykańskim są niezadowalające – leków skutecznych wobec świdrowców amerykańskich jest mało, mają one liczne działania niepożądane i często są nieskuteczne, zwłaszcza w przewlekłym stadium choroby.
Świdrowce Trypanosoma cruzi należą do tego samego rodzaju co świdrowce wywołujące śpiączkę afrykańską, ale kliniczne objawy choroby, jej epidemiologia i cykl życiowy pasożyta są odmienne.

## Historia
Choroba wzięła swą nazwę od brazylijskiego lekarza i specjalisty chorób zakaźnych Carlosa Chagasa, który pierwszy opisał ją w 1909 roku. Chagas odkrył, że jelita pluskwiaków z rodziny Triatomidae stanowią środowisko życia nieznanego wcześniej gatunku pierwotniaka z rodzaju Trypanosoma i doświadczalnie dowiódł, że pierwotniak może zostać przepasażowany na małpy z rodzaju Callithrix przez ugryzienie tych krwiopijnych owadów. Późniejsze badania dowiodły, że także małpy z rodzaju Saimiri mogą ulec zarażeniu tymi pierwotniakami.
Chagas opisał chorobotwórczego pierwotniaka pod nazwą Trypanosoma cruzi i w tym samym roku pod inną nazwą, Schizotrypanum cruzi, w obydwu nazwach honorując Oswaldo Cruza, znanego brazylijskiego lekarza i epidemiologa. Praca Chagasa jest unikatowa w historii medycyny, ponieważ opisał on zarówno nową chorobę, wywołujący ją patogen, przenoszący ją wektor, gospodarza, obraz kliniczny oraz epidemiologię. Niemniej Chagas aż do 1925 roku błędnie uważał ugryzienia, a nie odchody pluskwiaków, za główne źródło zarażenia. Częstszy sposób przenoszenia choroby przez odchody pluskwiaków zaproponował Emile Brumpt w 1915, co potwierdził Silveira Dias w 1932, Cardoso w 1938 i Brumpt w 1939. Chagas był też pierwszym, który opisał pasożytniczy rodzaj grzyba Pneumocystis. Zamieszanie związane z cyklami życiowymi tych dwóch patogenów skłoniło Chagasa do opisania nowego rodzaju Schizotrypanum, ale po opisaniu Pneumocystis przez innych badaczy Chagas powrócił do pierwotnej nazwy Trypanosoma cruzi, używanej do dziś.
Wysunięto hipotezę, że Karol Darwin mógł cierpieć na trypanosomozę w związku z ugryzieniem przez pampaskiego owada, tzw. wielkiego czarnego robaka. Zdarzenie to miało miejsce w marcu 1835 roku na wschód od Andów w pobliżu Mendozy, jak Darwin odnotował w swoich pamiętnikach z podróży statkiem Beagle. Darwin, nie licząc trwającej miesiąc choroby przebytej w sierpniu 1834 (przebywał wtedy w Valparaíso), był zupełnie zdrowy, ale w 1837 roku, prawie rok po powrocie do Anglii, zaczął przejawiać nieregularnie nasilające się objawy chorobowe, które nie ustąpiły aż do końca jego życia: kołatanie serca, zawroty głowy, skurcze i drżenia mięśni, nudności i wymioty, kolkowy ból brzucha, wzdęcia, bóle głowy, duszność, problemy dermatologiczne i zaburzenia nastroju. Darwin nie znalazł pomocy u żadnego ze współczesnych mu lekarzy, a skutkiem choroby było znaczne ograniczenie przez niego działalności naukowej. Zamiar zbadania szczątków Darwina z użyciem techniki PCR pod kątem prawdziwości tej teorii spotkał się z odmową kustosza Opactwa Westminsterskiego, gdzie pochowano Darwina. Inne hipotetyczne wytłumaczenia choroby Darwina to, między innymi, nietolerancja laktozy i toczeń rumieniowaty.

## Epidemiologia

Występowanie choroby Chagasa w Ameryce Łacińskiej. Obszary endemicznego występowania

Choroba Chagasa dotyka 16-18 milionów ludzi na całym świecie, a około 100 milionów (25% Latynoamerykanów) objętych jest ryzykiem zachorowania. Choroba Chagasa jest przyczyną śmierci 50 000 osób rocznie. Przewlekła choroba Chagasa pozostaje istotnym problemem zdrowotnym w wielu krajach Ameryki Łacińskiej, mimo efektywności działań prewencyjnych i higienicznych, takich jak eliminowanie przenoszących chorobę owadów, które całkowicie zniwelowały liczbę nowych zachorowań w przynajmniej dwóch krajach tego obszaru. Zwiększone migracje ludności zwiększyły jednak prawdopodobieństwo zarażenia się chorobą na drodze transfuzji krwi, zwłaszcza w Stanach Zjednoczonych. Około 500 000 zarażonych ludzi, niemal wyłącznie emigrantów, żyje w Stanach Zjednoczonych. Stwierdzono również, że Trypanosoma cruzi może przenosić się wraz z zarażonymi oposami i szopami nawet do Północnej Karoliny.
Choroba jest rozprzestrzeniona w obydwu Amerykach, od południowych stanów USA do południa Argentyny, w większości w biednych, rolniczych rejonach Ameryki Środkowej i Południowej.
Trypanosomoza spotykana jest niemal wyłącznie na obszarach wiejskich, gdzie występują pluskwiaki Triatominae, mogące się tam rozmnażać i odżywiać w naturalnym środowisku. Najczęstszymi żywicielami tych owadów są oposy i pancerniki. W zależności od szczególnych miejscowych zależności między wektorami a gospodarzami, różne zwierzęta domowe jak koty, psy, świnki morskie oraz dzikie gryzonie i małpy również mogą przenosić patogeny choroby. Ptaki są odporne na infekcje Trypanosoma cruzi.
Nazwy pluskwiaków Triatominae różnią się w zależność od kraju, popularniejsze określenia to vinchuca, barbeiro (fryzjer) i chipo, nazywane tak, ponieważ owady odżywiają się w nocy wysysając krew z rany na twarzy powstałej po ugryzieniu. Owady mogą być antropofilne i trudno się ich pozbyć z mieszkania, gdy już się w nim znalazły, zwykle ukrywają się w dzień w różnych szczelinach i dziurach w ścianach i sufitach. Z tego względu częste są w ubogim budownictwie, ale spotyka się je – choć rzadziej – również w dzielnicach bogatszych, gdzie ukrywają się w bambusowych albo trzcinowych materiałach, z których zbudowane są dachy domów. Moskitiery chronią przed dojrzałymi postaciami owadów, ale nimfy pluskwiaków przemieszczają się po ziemi i ochrona przed nimi jest nieskuteczna.
Usunięcie kolonii owadów z domu i pomieszczeń dla zwierząt nie zapobiega ich ponownemu pojawieniu się, zwłaszcza jeśli w sąsiedztwie domu znajduje się naturalne środowisko tych zwierząt.
Gęste zadrzewienie, takie jak w lasach tropikalnych, i środowisko miejskie nie sprzyjają rozprzestrzenianiu się pasożytów. Zarażenia najczęstsze są w regionach, gdzie las jest eksploatowany i sąsiaduje z obszarami ludzkich zabudowań i sztucznych zadrzewień, takich jak plantacje palm Leopoldinia piassaba, gdyż owady, które przenoszą chorobę, w sytuacji zmienionych warunków środowiska zmuszone są szukać nowych żywicieli.

## Objawy i przebieg

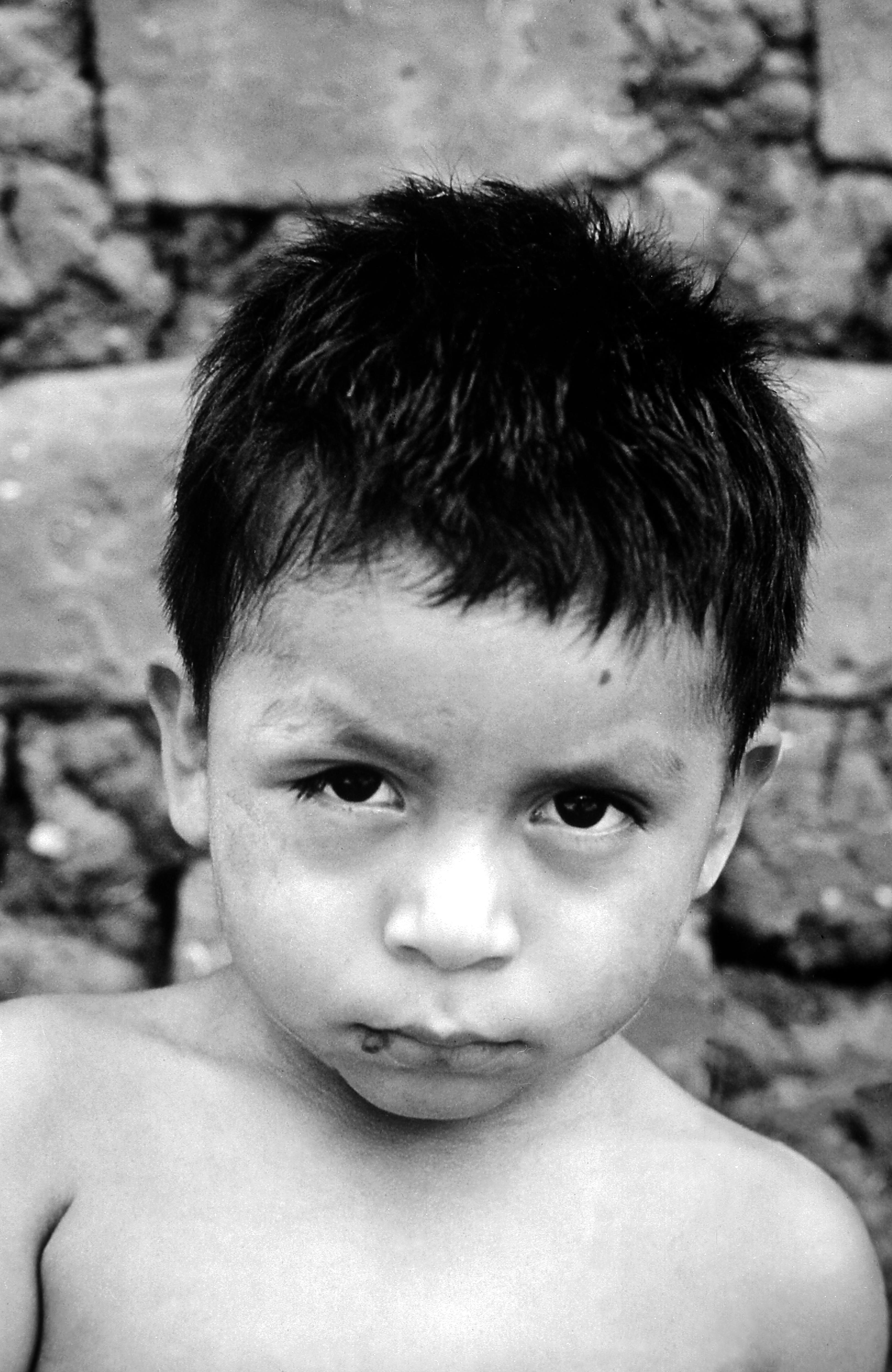
Dziecko z Panamy cierpiące na ostrą postać choroby Chagasa, objawiającą się opuchlizną w okolicy prawego oka (objaw Romañy)

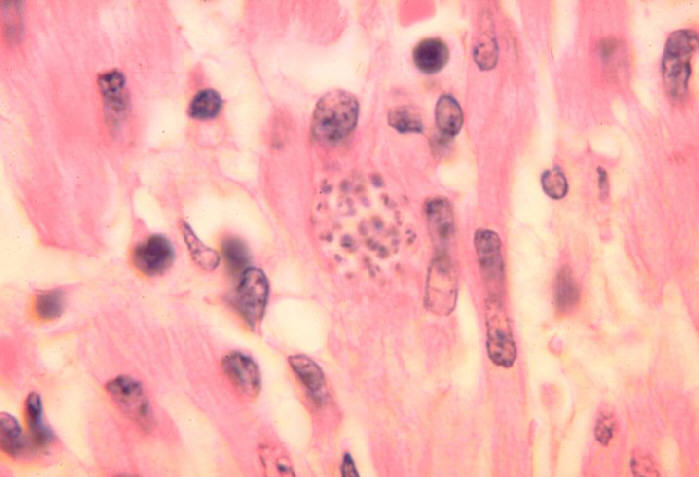
Obraz histologiczny zajętego przez chorobę Chagasa mięśnia sercowego małpy

Choroba rozwija się u ludzi po krótkim okresie inkubacji, trwającym 8-10 dni w przypadku zarażenia przez pluskwiaki i 20-40 dni przy zarażeniu drogą transfuzji. Są dwa stadia choroby: ostre i przewlekłe. Faza ostra choroby Chagasa trwa 4-6 tygodni, po czym przechodzi w stadium przejściowe, mogące trwać wiele lat, a nawet dziesięcioleci. U 70-90% zarażonych choroba nie ujawni się klinicznie. U 10-30% zarażonych osób rozwija się przewlekła, objawowa postać choroby, uszkadzająca narządy wewnętrzne, która nieleczona może doprowadzić do śmierci.

### Faza ostra choroby Chagasa
W fazie ostrej, w miejscu inokulacji pasożyta, może pojawić się guz lub guzek (chagoma), związany z zapalnym obrzękiem tkanek. Gdy ugryzienie owada zlokalizowane było w okolicy spojówek oka, u pacjenta może się rozwinąć jednostronny obrzęk w okolicy oczodołu, zapalenie spojówek (tzw. objaw Romañy) i jednostronne powiększenie węzłów chłonnych przedusznych. Ta konstelacja objawów określana jest jako objaw Romañy, spotykany w ponad 50% przypadków objawowej, ostrej postaci trypanosomozy. Faza ostra jest zazwyczaj bezobjawowa, ale może wystąpić gorączka, anoreksja, uogólniona limfadenopatia, łagodna hepatosplenomegalia i zapalenie mięśnia sercowego. W EKG stwierdza się nieraz nieprawidłowości, takie jak tachykardia zatokowa, wydłużenie odstępu PQ i zmiany załamka T. Rzadkim powikłaniem jest zapalenie opon mózgowych. Śmiertelność w początkowym ostrym stadium choroby jest stosunkowo niska i wynosi mniej niż 5%. W okresie ostrej fazy choroby we krwi obwodowej stwierdza się znaczną parazytemię, a wykrycie krążących trypomastygot jest podstawą rozpoznania.

### Faza przewlekła choroby Chagasa

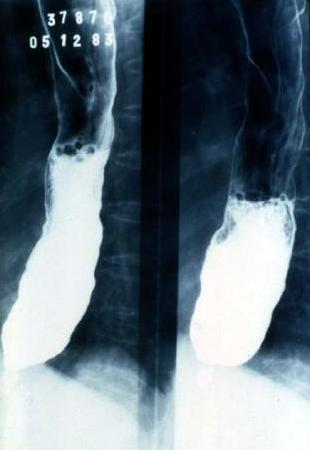
Obraz radiologiczny atonicznego przełyku w chorobie Chagasa podczas przełykania zawiesiny barytowej

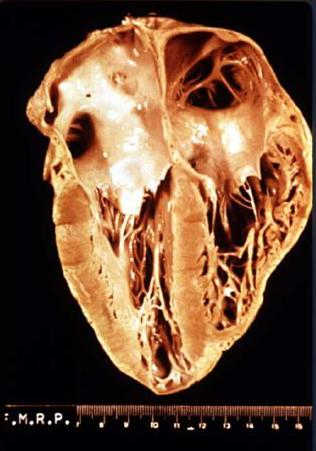
Preparat patologicznie poszerzonego serca pacjenta z chorobą Chagasa

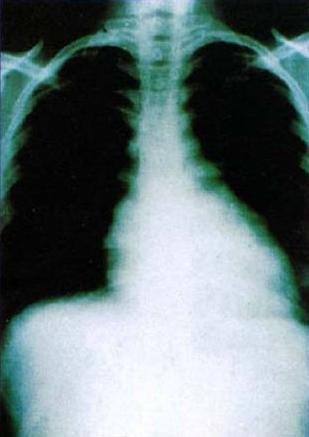
Zdjęcie klatki piersiowej pokazujące nieprawidłową sylwetkę serca w przebiegu choroby Chagasa mięśnia sercowego

Po przejściu fazy ostrej, choroba przechodzi w stadium przewlekłe bezobjawowe. U 70-90% zarażonych ludzi do końca życia nie rozwiną się już objawy choroby, u 10-30% po latach albo dekadach od zarażenia rozwinie się objawowa postać przewlekła przebiegająca z uszkodzeniem narządów wewnętrznych. Immunologiczna równowaga między pasożytem a gospodarzem wyrażona jest znacznym zmniejszeniem ilości krążących trypomastygot, więc parazytemia z reguły jest niewykrywalna standardowymi metodami opartymi na badaniu rozmazu krwi w mikroskopie optycznym.
Objawowa przewlekła postać choroby uszkadza tkankę mezenchymalną i zwoje nerwowe w sercu, przełyku, pęcherzyku żółciowym i jelitach. Zajęcie mięśnia sercowego występuje u 20-30% zarażonych; zajęcie przewodu pokarmowego w 8-10%, tylko wyjątkowo u jednego pacjenta spotyka się zajęcie zarówno mięśnia sercowego jak i przewodu pokarmowego. Na obraz kliniczny choroby składają się:
- objawy neurologiczne wynikające z uszkodzenia ośrodkowego układu nerwowego (demencja)
- choroba mięśnia sercowego
- patologiczne poszerzenie światła jelita (przede wszystkim grubego) i przełyku, czyli odpowiednio, megacolon i megaesophagus.

Zajęcie mięśnia sercowego objawiać się może kołataniem serca, zawrotami głowy, zespołem MAS związanymi z zaburzeniami rytmu serca; atypowym bólem zamostkowym niezwiązanym z chorobą niedokrwienną serca i dusznością związaną z niewydolnością krążenia.
Poszerzenie przełyku może objawiać się dysfagią i odynofagią, które prowadzą do niedożywienia i kacheksji, kaszlem, czkawką, ulewaniem pokarmu (regurgitacja), bólem w klatce piersiowej i niekiedy aspiracją treści żołądkowej, zwłaszcza podczas snu, prowadzącą do zachłystowego zapalenia płuc.
Radiologicznie wyróżnia się cztery stadia ezofagopatii w przebiegu choroby Chagasa:
| Stadium | Opis |
| ------- | --- |
| I       | Prawidłowa średnica przełyku, opóźnione opróżnianie przełyku, niekiedy hiperkinetyczny.                         |
| II      | Poszerzenie przełyku (megaesophagus), zaburzona (nieregularna) motoryka przełyku. Hipertoniczny zwieracz dolny. |
| III     | Istotne poszerzenie i zaleganie treści, wyraźnie zmniejszona motoryka.                                          |
| IV      | Przełyk poszerzony i wydłużony (dolichomegaesophagus), atoniczny.                                               |

Megacolon w przebiegu choroby Chagasa objawia się nawracającymi epizodami zaparć, trwającymi od kilku dni do miesięcy, połączonych z bólami brzucha. Zarys brzucha nierzadko jest asymetryczny. Palpacyjnie wyczuwa się masy kałowe w podbrzuszu (faecaloma).
Wykazano ponadto, że achalazja w przebiegu choroby Chagasa wiąże się z 33-krotnym wzrostem ryzyka rozwoju raka płaskonabłonkowego przełyku w porównaniu do ogółu populacji. Donoszono też o większej częstości występowania raka jelita grubego u pacjentów z megacolon.

## Patogeneza i patofizjologia

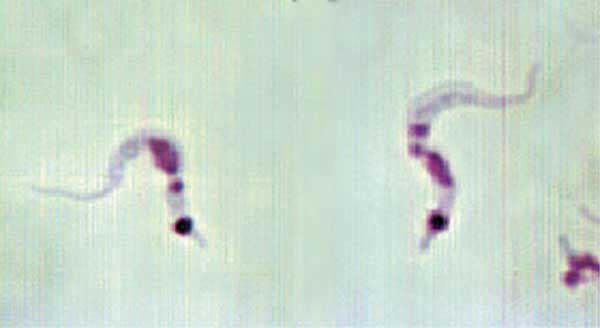
Trypomastygoty Trypanosoma cruzi w jelicie tylnym pluskwiaka

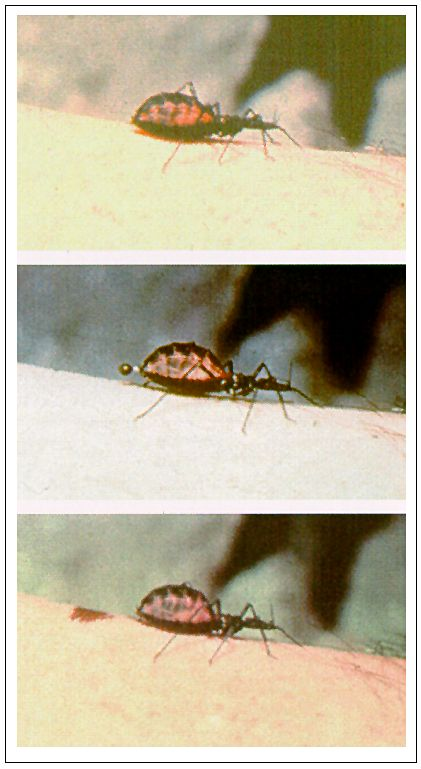
Pluskwiak odżywiający się krwią człowieka (na górze) i defekujący w pobliże rany (dolny panel)

Zarażony świdrowcem pluskwiak odżywia się krwią człowieka i uwalnia z przewodu pokarmowego wraz z kałem trypomastygoty pasożyta. Znajdujące się w pobliżu rany odchody pluskwiaka mogą dostać się do niej, gdy ofiara przez sen drapie swędzące miejsce ukąszenia owada. Pierwotniaki mogą też przedostać się przez nienaruszone błony śluzowe, np. spojówki. We krwi żywiciela trypomastygoty dostają się do komórek, gdzie przeobrażają się w amastygoty. W komórkach amastygoty dzielą się przez podział podłużny i znowu przeobrażają się w trypomastygoty, uwalniane poza komórki do krwi człowieka. Trypomastygoty powtórnie dostają się do wnętrza różnego typu ludzkich komórek i w ich wnętrzu ponownie przeobrażają się w amastygoty. Jak wykazał austriacko-brazylijski patolog Fritz Köberle w latach 50., wewnątrzkomórkowe amastygoty niszczą śródścienne neurony autonomicznego układu nerwowego w jelitach i w sercu, prowadząc do poszerzenia jelita grubego (megacolon) i kardiomiopatii rozstrzeniowej.

Trypomastygoty w osoczu krwi nie dzielą się (tak jak świdrowce afrykańskie) wyłącznie po dostaniu do komórki lub po infestacji kolejnego organizmu. Pluskwiaki zarażają się odżywiając się krwią zarażonych ludzi lub zwierząt, a także za sprawą zachowań kanibalistycznych zachodzących w tym gatunku. W przewodzie pokarmowym pluskwiaka trypomastygoty przeobrażają się w epimastygoty w jelicie środkowym owada, dzielą się i przeobrażają w inwazyjne trypomastygoty w jelicie tylnym.
Trypanosoma cruzi może również przenosić się przez transfuzje krwi, przeszczepy narządów, przez łożysko do krwi płodu, podczas karmienia mlekiem matki, a także przypadkowo w laboratoriach. Według WHO stopień zainfekowania krwi w bankach krwi w Ameryce Środkowej wynosi od 3 do nawet 53%, wielokrotnie więcej niż w przypadku wirusa HIV i wirusów hepatotropowych.
Choroba Chagasa może rozwinąć się u dziecka wewnątrzmacicznie, powodując martwe urodzenie lub poronienie. W niektórych rejonach Brazylii choroba Chagasa odpowiada za 13% martwych urodzeń. Zaleca się badanie matek w ciąży na tych obszarach.

### Alternatywne mechanizmy infestacji
Od 1991 roku zaczęły pojawiać się przypuszczenia, że zarażenie świdrowcami może nastąpić także drogą pokarmową, umotywowane licznymi odnotowanymi przypadkami mikroepidemii chorób ograniczonych względem zasięgu (np. rodzinna farma) i czasu trwania, zwłaszcza na obszarach nieendemicznych, takich jak Amazonia. W okresie 1968–1997 opisano 17 takich epizodów. W 1991 roku pracownicy farmy w brazylijskim stanie Paraíba najprawdopodobniej zarazili się przez spożycie pokarmu zanieczyszczonego odchodami oposów, a w 1997 roku w Macapá, stolicy stanu Amapá, 17 członków dwóch rodzin uległo zarażeniu, przypuszczalnie przez wypicie soku z owoców palmy assai, zanieczyszczonych szczątkami pluskwiaków Triatominae. Na początku 2005 roku nowa epidemia z 27 przypadkami zarażeń została odnotowana w Amapá.
W marcu 2005 nowe przypadki zgłoszono w stanie Santa Catarina, które również potwierdzały postulowany alternatywny mechanizm infestacji. Kilkoro zarażonych ludzi z Santa Catarina spożyło wcześniej sok z trzciny cukrowej (po portugalsku "garapa") w przydrożnym sklepiku. Według stanu na 30 marca 2005 w Santa Catarina miało miejsce 31 potwierdzonych przypadków choroby, w tym 5 śmiertelnych. Zasugerowano, że świdrowce dostały się do pokarmu podczas przygotowywania surowego produktu trzciny cukrowej. Służby medyczne w Santa Carolina oszacowały liczbę ludzi mających kontakt z zanieczyszczonym produktem na 60 tys. i wezwały ludzi podejrzewających możliwość zarażenia do przeprowadzenia testów krwi. Do czasu wyjaśnienia sytuacji zabroniono sprzedaży soku z trzciny cukrowej na obszarze stanu.
Niezwykła ciężkość przebiegu choroby w grupie pacjentów zarażonych w trakcie tej epidemii została przypisana większej ilości pasożytów wprowadzonych do organizmu drogą pokarmową. Brazylijscy naukowcy doświadczalnie udowodnili możliwość zarażenia myszy przez podawanie im zanieczyszczonego świdrowcami pokarmu.

## Rozpoznanie

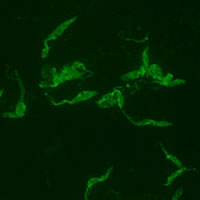
Dodatni wynik badania IFA na obecność antygenów T. cruzi (powiększenie 400x)

Podstawą rozpoznania choroby Chagasa jest wykazanie obecności pasożyta we krwi. Niemal zawsze jest to możliwe w ostrej fazie choroby, a metodami pozwalającymi na stwierdzenie parazytemii są:
- badanie w mikroskopie świetlnym:
  - świeżej krwi z dodatkiem antykoagulantu albo "kożucha" leukocytów uzyskanego po odwirowaniu krwi, w których można wykazać obecność poruszających się świdrowców
  - rozmazów krwi barwionych metodą Giemsy[39]
- wyizolowanie patogenu poprzez:
  - inokulację do organizmu myszy
  - hodowlę na specjalnych podłożach (np. NNN, LIT)
  - ksenodiagnozę z użyciem niezarażonych pluskwiaków Reduviidae, które karmi się krwią pacjenta, a po 4 tygodniach bada zawartość ich jelit w poszukiwaniu trypomastygot pasożyta
- immunodiagnostyka (umożliwia również określenie zymodemów Trypanosoma cruzi, czyli szczepów o odmiennej patogenności)
  - wiązanie dopełniacza
  - hemaglutynacja pośrednia
  - test fluorescencji pośredniej (IFA)
  - test RIA
  - test ELISA
- techniki oparte na metodach biologii molekularnej
  - PCR

## Leczenie
| Lek          | Dawkowanie                                                              |
| ------------ | ----------------------------------------------------------------------- |
| Benznidazol* | 5–10 mg/kg na dzień w dwóch podzielonych dawkach przez 30-60 dni        |
| Nifurtymoks* | 8–10 mg/kg w trzech podzielonych dawkach, po posiłkach przez 30-120 dni |

 * Preparaty niezarejestrowane w Polsce 
Leczenie choroby Chagasa jest zazwyczaj skuteczne jedynie wtedy, gdy zostanie wdrożone odpowiednio wcześnie, jeszcze w czasie ostrej fazy zarażenia pasożytem. Lekami z wyboru są azole i ich nitrowe pochodne, takie jak benznidazol albo nifurtymoks (stosowany zgodnie z protokołem Investigational New Drug CDC). Odnotowano już jednak odporność patogenów na te leki. Ponadto leki te są bardzo toksyczne i mają wiele działań niepożądanych, nie mogą być więc podawane bez nadzoru lekarza. Stwierdzono skuteczność benznidazolu w leczeniu choroby w stadium przewlekłym u dzieci. Lek przeciwgrzybiczy – amfoterycyna B został zaproponowany jako lek drugiego rzutu, ale działania niepożądane i stosunkowo wysoki koszt terapii ograniczają zastosowanie tego leku w leczeniu choroby Chagasa. 10-letnie badanie na grupie pacjentów przyjmujących stale nitroazole wykazało, że stosowane obecnie leki nie zwalczają parazytemii, dlatego decyzja o podjęciu leczenia przeciwpasożytniczego powinna być indywidualnie konsultowana dla każdego pacjenta przez specjalistę. Pojedyncze prace wykazały skuteczność terapii łączonej itrakonazolem i allopurinolem. Stwierdzono, że nowy lek E1224 wykazuje działanie przeciw świdrowcom przy jednocześnie akceptowalnym poziomie toksyczności.
W przewlekłej fazie choroby leczenie jest objawowe i ma na celu zniesienie objawów narządowych choroby, np. leki przeciwarytmiczne i stała elektrostymulacja serca stosowane są u chorych z przewlekłą niewydolnością serca i zaburzeniami rytmu serca, a leczenie chirurgiczne w przypadku jelitowej postaci choroby. Sama choroba jest w tej fazie nieuleczalna i leczenie przyczynowe jest nieskuteczne. Przewlekła niewydolność serca w przebiegu trypanosomiazy amerykańskiej jest coraz częściej wskazaniem do przeszczepu serca. Do niedawna uważano, że choroba Chagasa jest przeciwwskazaniem do operacji, ponieważ choroba serca może nawracać, zwłaszcza w pooperacyjnym okresie stosowania immunosupresji. Badania Adiba Jatene i wsp. z Instytutu Kardiologii Uniwersytetu w São Paulo wykazały, że przy stosowaniu niższych dawek cyklosporyny przeżycie pacjentów ulega istotnemu wydłużeniu. Niedawno doświadczalnie wykazano skuteczność terapii przy użyciu komórek macierzystych w naprawie zniszczonego mięśnia sercowego. 
Zsekwencjonowanie genomu Trypanosoma cruzi w 2005 roku stworzyło nowe możliwości terapeutyczne choroby Chagasa. Potencjalnymi celami leków przeciw świdrowcom mogą być białka pierwotniaków o budowie odmiennej od budowy białek ludzkich.
Zaproponowano liczne eksperymentalne terapie:
- użycie inhibitorów cyklazy oksydoskwalenu i inhibitorów proteazy cysteinowej wykazało pewną skuteczność w badaniach na zwierzętach[49]
- dermaseptyny otrzymywane z żab należących do gatunków Phyllomedusa oreades i Phyllomedusa distincta hamowały in vitro cytotoksyczność świdrowców wobec komórek człowieka[50]
- inhibitory enzymów biorących udział w metabolizmie trypanotionu, swoistych dla grupy pierwotniaków Kinetoplastida, do których należy T. cruzi[51]
- seskwiterpen laktonu dehydroleukodyny (DhL) hamuje wzrost epimastygot Trypanosoma cruzi in vitro[52]
- inhibitory enzymów szlaku pentozofosforanowego, zwłaszcza dehydrogenazy 6-fosfoglukonianowej[53]
- inhibitory enzymów syntezy glikoprotein błony komórkowej Trypanosoma cruzi[54]
- inhibitory transporterów poliamin mogą wykazywać pewną skuteczność wobec epimastygot pasożyta[55]
- Inhibitory topoizomerazy hamują tworzenie kinetoplastu, unikalnej struktury świdrowców zaangażowanej w redagowanie RNA tych organizmów[56].

## Rokowanie
Czynnikiem determinującym przeżycie chorych z trypanosomiazą jest przede wszystkim wydolność krążenia warunkowana przez zajęcie mięśnia sercowego przez świdrowce. W 2006 roku opracowano i opublikowano w „New England Journal of Medicine” kryteria rokowania w chorobie Chagasa mięśnia sercowego. Na podstawie badań obejmujących grupę ponad 500 pacjentów określono czynniki rokownicze: kliniczną ocenę wydolności krążenia (stopień w skali NYHA), ocenę radiologiczną sylwetki serca, ocenę EKG, wynik badania echokardiograficznego i holterowskiego.
| Czynnik                                  | Punkty |
| ---------------------------------------- | ------ |
| Stopień w skali NYHA III lub IV          | 5      |
| Kardiomegalia                            | 5      |
| Nieprawidłowości ruchomości ściany serca | 3      |
| Napadowy częstoskurcz komorowy           | 3      |
| Niski woltaż w elektokardiogramie        | 2      |
| Płeć męska                               | 2      |

| Liczba punktów | Ryzyko zgonu w ciągu następnych 10 lat |
| -------------- | -------------------------------------- |
| 0–6            | 10%                                    |
| 7–11           | 40%                                    |
| 12–20          | 85%                                    |

## Zapobieganie

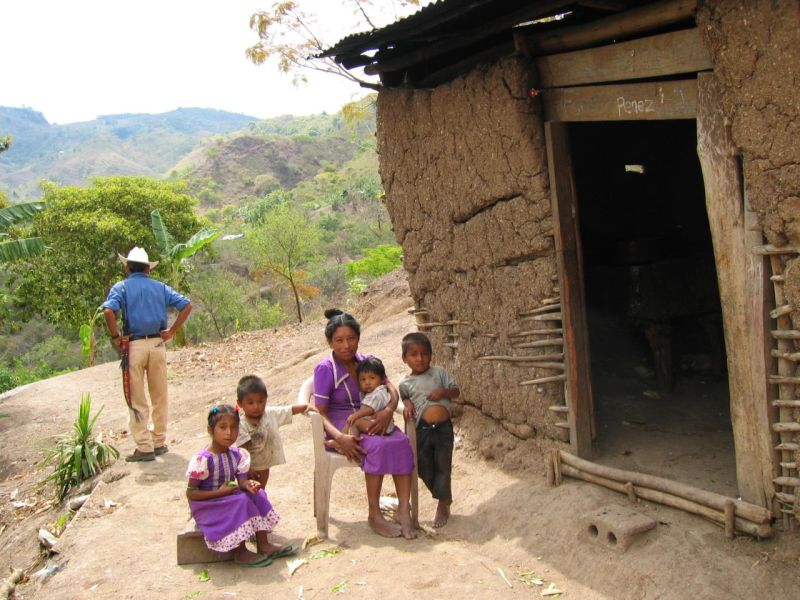
Dom w małej wiosce w Hondurasie blisko granicy z Gwatemalą. Budownictwo takie jak tu sprzyja endemicznemu występowaniu choroby Chagasa

Działania prewencyjne skupiają się na walce z przenoszącymi chorobę pluskwiakami, przy użyciu sprayów i farb zawierających insektycydy (syntetyczne pyretroidy) i przez poprawę warunków mieszkaniowych i higienicznych w obszarach wiejskich. Zagrożeni są też mieszkańcy miast spędzający urlop na wsi i nocujący w hostelach i gospodarstwach wiejskich; zaleca się stosowanie moskitier podczas noclegów w tych miejscach. Podróżujący powinni zasięgnąć informacji o obszarach endemicznego występowania choroby, korzystając np. ze stron CDC.
W wielu krajach, gdzie choroba Chagasa występuje endemicznie, obowiązkowe jest badanie dawców krwi pod kątem patogennych świdrowców. W przeszłości metodą powszechnie stosowaną było barwienie krwi fioletem goryczki w ilości 0,25 g/L. Ponieważ parazytemia w bezobjawowym okresie przewlekłym może być niewykrywalna, zastosowanie znajdują czułe testy oparte na metodach biologii molekularnej i reakcji łańcuchowej polimerazy.

## Klasyfikacja ICD10
| kod ICD10     | nazwa choroby                                                |
| ------------- | ------------------------------------------------------------ |
| ICD-10: B57   | Choroba Chagasa (trypanosomoza amerykańska)                  |
| ICD-10: B57.0 | Ostra choroba Chagasa z zajęciem serca (I41.2, I98.1)        |
| ICD-10: B57.1 | Ostra choroba Chagasa bez zajęcia serca                      |
| ICD-10: B57.2 | Choroba Chagasa (przewlekła) z zajęciem serca (I41.2, I98.1) |
| ICD-10: B57.3 | Choroba Chagasa (przewlekła) z zajęciem układu pokarmowego   |
| ICD-10: B57.4 | Choroba Chagasa (przewlekła) z zajęciem układu nerwowego     |
| ICD-10: B57.5 | Choroba Chagasa (przewlekła) z zajęciem innych narządów      |